# Família 40mm de calibres
O calibre 40mm é um tamanho muito específico de munição utilizado em lançadores de granada e  canhões automáticos antiaéreos. O "40 mm" se refere ao diâmetro interno do cano da arma e, portanto, o diâmetro do projétil que dispara. No entanto, o tamanho geral e a potência da própria arma podem variar muito entre as diferentes armas, apesar de todas serem chamadas de armas de "40 mm".

## Granadas
Granadas de 40 mm são usadas por lançadores de granada em serviço com muitas forças armadas. Existem dois tipos principais em serviço com os países da OTAN: o 40×46mm, que é um cartucho de baixa velocidade usado em lançadores de granadas portáteis; e o de alta velocidade 40×53mm, usado em armas montadas em veículos e embarcações operadas por tripulação. Os cartuchos não são intercambiáveis. Ambos os cartuchos de 40 mm usam o sistema de propulsão "high-low".
O menos potente 40×46mm é usado em armas portáteis como o M79, M203 e o M32 MGL multi-shot. O mais potente 40 × 53mm é usado em lançadores de granadas automáticos montados em tripés, veículos ou helicópteros, como o lançador de granadas Mk 19. Nessas funções, os cartuchos são unidos por uma correia metálica de elos desintegrantes.

## Variantes

### 40×46mm
- High explosive (HE): M381, M386, M406, M441
- High explosive dual purpose (HEDP): M433
- Air burst: M397, M397A1
- MP-APERS (twenty 24-grain metal pellets): M576[3]
- Termobárica: XM1060
- Star parachute (flare): M583A1
- Star cluster (flare): M585 (white), M661 (green), M662 (red)
- Gás CS: M651
- De fumaça: M676 (amarela), M680 (branca), M682 (vermelha)
- Marcador de solo (fumaça): M713 (vermelha), M714 (branca), M715 (verde), M716 (amarela)
- Treinamento: M781
- Iluminação Infra-vermelha: M992
- Menos letal (controle de tumulto)
- Granada esponja (controle de tumulto)
- Small arms grenade munitions (SAGMs)[4][5][6]

### 40×47mm
O 40x47mm é um calibre de granada projetado na Polônia e usado no lançador Pallad wz. 74
(usados com a família de rifles AK no exército polonês, como AKM/AKMS, Tantal e Beryl) e Pallad-D wz. Lançador de granadas 83 (variante autônoma equipada com cabo de pistola padrão e coronha dobrável do rifle de assalto AKMS). A construção é semelhante à das granadas de 40×46mm, mas não são intercambiáveis.
Um calibre com esta designação também é usado no AG-40 romeno.

### 40×51mm
Cartuchos de baixa pressão de alcance estendido (ERLP) 40×51mm estendem o alcance de granadas de 40 mm de 400 para 800 m são fabricados por empresas como a Rheinmetall Denel Munitions.

### 40×53mm
- High explosive (HE): M383, M384
- High explosive dual purpose (HEDP): M430,[8] M430A1,[8] XM1176[9]
- High velocity canister cartridge (HVCC): M1001[10]
- Treinamento: M385A1, M918[11]
- Festim: M922/M922A1
- MK285, programmable prefragmented high explosive/self-destructible (PPHE/SD) designada especificamente para o lançador Mk 47 Striker

Aplicação na Suécia: A Suécia atualmente opera o lançador de granadas Mk 19 (designado granatspruta 92 de 40 mm) e, portanto, usa o cartucho de 40x53 mm.
Indo contra a tradição militar sueca, o cartucho 40x53 atualmente carece de uma designação local especificada no serviço sueco. Em vez disso, apenas os tipos de projéteis têm designações. Atualmente, esses tipos de projéteis podem ser encontrados em manuais de serviço suecos.

### 40×74,5mm
Desenvolvido para e usado no AGA-40 Md. 85.